# You Can't Take It with You
You Can't Take It with You is een Amerikaanse filmkomedie uit 1938 onder regie van Frank Capra. De film werd destijds in Nederland uitgebracht onder de titel Je kunt 't toch niet meenemen. De film is gebaseerd op het gelijknamige toneelstuk. De film werd in 1939 bekroond met twee Oscars, voor beste film en voor beste regisseur (de derde voor Capra).

## Verhaal
Alice Sycamore krijgt een relatie met haar baas Tony Kirby en moet hem voorstellen aan haar familie. Alleen zijn de twee families erg verschillend van elkaar. De Kirby's zijn een rijke, snobistische bankiersfamilie. Het huishouden van opa Vanderhof is een verzameling zonderlingen. Ze staan daarom snel klaar met hun mening.

## Rolverdeling
| Acteur           | Personage        |
| ---------------- | ---------------- |
| Jean Arthur      | Alice Sycamore   |
| Lionel Barrymore | Martin Vanderhof |
| James Stewart    | Tony Kirby       |
| Edward Arnold    | Anthony P. Kirby |
| Mischa Auer      | Kolenkhov        |
| Ann Miller       | Essie Carmichael |
| Spring Byington  | Penny Sycamore   |
| Samuel S. Hinds  | Paul Sycamore    |
| Donald Meek      | Poppins          |
| H.B. Warner      | Ramsey           |
| Halliwell Hobbes | DePinna          |
| Dub Taylor       | Ed Carmichael    |
| Mary Forbes      | Mevrouw Kirby    |
| Lillian Yarbo    | Rheba            |
| Eddie Anderson   | Donald           |